# Liste des juridictions catholiques d'Amérique
Cette liste recense les juridictions catholiques d'Amérique.

## Liste par pays

### Argentine
- Archidiocèse de Bahía Blanca
  - Diocèse d'Alto Valle del Río Negro
  - Diocèse de Comodoro Rivadavia
  - Diocèse de Río Gallegos
  - Diocèse de Rawson (en)
  - Diocèse de San Carlos de Bariloche
  - Diocèse de Santa Rosa
  - Diocèse de Viedma
  - Prélature territoriale d'Esquel
- Archidiocèse de Buenos Aires
  - Diocèse d'Avellaneda-Lanús
  - Diocèse de Gregorio de Laferrere
  - Diocèse de Lomas de Zamora
  - Diocèse de Morón
  - Diocèse de Quilmes
  - Diocèse de San Isidro
  - Diocèse de San Justo
  - Diocèse de San Martín
  - Diocèse de San Miguel en Argentine
  - Éparchie Saint-Charbel de Buenos Aires des Maronites
  - Éparchie Santa María del Patrocinio des Ukrainiens à Buenos Aires
- Archidiocèse de Córdoba
  - Diocèse de Cruz del Eje
  - Diocèse de San Francisco
  - Diocèse de Villa de la Concepción del Río Cuarto
  - Diocèse de Villa María
  - Prélature territoriale de Deán Funes
- Archidiocèse de Corrientes
  - Diocèse de Goya
  - Diocèse d'Oberá
  - Diocèse de Posadas
  - Diocèse de Puerto Iguazú
  - Diocèse de Santo Tomé
- Archidiocèse de La Plata
  - Diocèse d'Azul
  - Diocèse de Chascomús
  - Diocèse de Mar del Plata
- Archidiocèse de Mendoza
  - Diocèse de Neuquén
  - Diocèse de San Rafael
- Archidiocèse de Mercedes-Luján
  - Diocèse de Merlo-Moreno
  - Diocèse de Nueve de Julio
  - Diocèse de Zárate-Campana
- Archidiocèse de Paraná
  - Diocèse de Concordia
  - Diocèse de Gualeguaychú
- Archidiocèse de Resistencia
  - Diocèse de Formosa
  - Diocèse de San Roque de Presidencia Roque Sáenz Peña
- Archidiocèse de Rosario
  - Diocèse de San Nicolás de los Arroyos
  - Diocèse de Venado Tuerto
- Archidiocèse de Salta
  - Diocèse de Catamarca
  - Diocèse de Jujuy
  - Diocèse d'Orán
  - Prélature territoriale de Cafayate
  - Prélature territoriale de Humahuaca
- Archidiocèse de San Juan de Cuyo
  - Diocèse de La Rioja
  - Diocèse de San Luis
- Archidiocèse de Santa Fe de la Vera Cruz
  - Diocèse de Rafaela
  - Diocèse de Reconquista
- Archidiocèse de Tucumán
  - Diocèse d'Añatuya
  - Diocèse de Concepción
  - Archidiocèse de Santiago del Estero

 Juridictions sous exemption
- Ordinariat militaire d'Argentine
- Ordinariat pour les fidèles de rite oriental en Argentine
- Éparchie San Gregorio de Narek de Buenos Aires
- Exarchat apostolique d'Argentine des Melkites

### Bahamas, Bermudes et Îles Turks-et-Caïcos
- Archidiocèse de Nassau
  - Diocèse de Hamilton aux Bermudes
  - Mission sui juris des îles Turques et Caïques

### Bolivie
- Archidiocèse de Cochabamba
  - Diocèse d'Oruro
  - Prélature territoriale d'Aiquile
- Archidiocèse de La Paz
  - Diocèse de Coroico
  - Diocèse d'El Alto
  - Prélature territoriale de Corocoro
- Archidiocèse de Santa Cruz de la Sierra
  - Diocèse de San Ignacio de Velasco
- Archidiocèse de Sucre
  - Diocèse de Potosí
  - Diocèse de Tarija

 Juridictions sous exemption
- Ordinariat militaire de Bolivie
- Vicariat apostolique de Camiri
- Vicariat apostolique d'El Beni
- Vicariat apostolique de Ñuflo de Chávez
- Vicariat apostolique de Pando
- Vicariat apostolique de Reyes

### Brésil
- Archidiocèse d'Aparecida
  - Diocèse de Caraguatatuba (pt)
  - Diocèse de Lorena (pt)
  - Diocèse de São José dos Campos (pt)
  - Diocèse de Taubaté (pt)
- Archidiocèse d'Aracaju
  - Diocèse d'Estância
  - Diocèse de Propriá
- Archidiocèse de Belém do Pará
  - Diocèse d'Abaetetuba (pt)
  - Diocèse de Bragança do Pará (pt)
  - Diocèse de Cametá (pt)
  - Diocèse de Castanhal (pt)
  - Diocèse de Macapá (pt)
  - Diocèse de Marabá (pt)
  - Diocèse de Ponta de Pedras (pt)
  - Diocèse de Santíssima Conceição do Araguaia
  - Prélature territoriale de Marajó (pt)
- Archidiocèse de Belo Horizonte
  - Diocèse de Divinópolis (pt)
  - Diocèse de Luz
  - Diocèse d'Oliveira (pt)
  - Diocèse de Sete Lagoas
- Archidiocèse de Botucatu
  - Diocèse d'Araçatuba (pt)
  - Diocèse d'Assis (pt)
  - Diocèse de Bauru (pt)
  - Diocèse de Lins
  - Diocèse de Marília
  - Diocèse d'Ourinhos
  - Diocèse de Presidente Prudente
- Archidiocèse de Brasília
  - Diocèse de Formosa (pt)
  - Diocèse de Luziânia (pt)
  - Diocèse d'Uruaçu (pt)
- Archidiocèse de Campinas
  - Diocèse d'Amparo (pt)
  - Diocèse de Bragança Paulista (pt)
  - Diocèse de Jaú (pt)
  - Diocèse de Limeira
  - Diocèse de Piracicaba
  - Diocèse de São Carlos (pt)
- Archidiocèse de Campo Grande
  - Diocèse de Corumbá (pt)
  - Diocèse de Coxim (pt)
  - Diocèse de Dourados (pt)
  - Diocèse de Jardim (pt)
  - Diocèse de Naviraí (pt)
  - Diocèse de Três Lagoas (pt)
- Archidiocèse de Cascavel
  - Diocèse de Foz do Iguaçu
  - Diocèse de Palmas-Francisco Beltrão
  - Diocèse de Toledo
- Archidiocèse de Chapecó
  - Diocèse de Caçador
  - Diocèse de Joaçaba
  - Diocèse de Lages
- Archidiocèse de Cuiabá
  - Diocèse de Barra do Garças (pt)
  - Diocèse de Diamantino
  - Diocèse de Juína (pt)
  - Diocèse de Primavera do Leste-Paranatinga (pt)
  - Diocèse de Rondonópolis-Guiratinga (pt)
  - Diocèse de São Luiz de Cáceres (pt)
  - Diocèse de Sinop (pt)
  - Prélature territoriale de São Félix
- Archidiocèse de Curitiba
  - Diocèse de Guarapuava
  - Diocèse de Paranaguá
  - Diocèse de Ponta Grossa
  - Diocèse de São José dos Pinhais
  - Diocèse d'União da Vitória
- Archidiocèse de Diamantina
  - Diocèse d'Almenara
  - Diocèse d'Araçuaí
  - Diocèse de Guanhães
  - Diocèse de Teófilo Otoni
- Archidiocèse de Feira de Santana
  - Diocèse de Barra
  - Diocèse de Barreiras
  - Diocèse de Bonfim
  - Diocèse d'Irecê
  - Diocèse de Juazeiro
  - Diocèse de Paulo Afonso
  - Diocèse de Ruy Barbosa
  - Diocèse de Serrinha
- Archidiocèse de Florianópolis
  - Diocèse de Criciúma
  - Diocèse de Tubarão
- Archidiocèse de Fortaleza
  - Diocèse de Crateús (pt)
  - Diocèse de Crato (pt)
  - Diocèse d'Iguatu (pt)
  - Diocèse d'Itapipoca (pt)
  - Diocèse de Limoeiro do Norte (pt)
  - Diocèse de Quixadá (pt)
  - Diocèse de Sobral (pt)
  - Diocèse de Tianguá (pt)
- Archidiocèse de Goiânia
  - Diocèse d'Anápolis (pt)
  - Diocèse de Goiás
  - Diocèse d'Ipameri (pt)
  - Diocèse d'Itumbiara (pt)
  - Diocèse de Jataí
  - Diocèse de Rubiataba - Mozarlândia
  - Diocèse de São Luís de Montes Belos
- Archidiocèse de Joinville
  - Diocèse de Blumenau
  - Diocèse de Rio do Sul
- Archidiocèse de Juiz de Fora
  - Diocèse de Leopoldina
  - Diocèse de São João del Rei
- Archidiocèse de Londrina
  - Diocèse d'Apucarana (pt)
  - Diocèse de Cornélio Procópio (pt)
  - Diocèse de Jacarezinho (pt)
- Archidiocèse de Maceió
  - Diocèse de Palmeira dos Índios
  - Diocèse de Penedo
- Archidiocèse de Manaus
  - Diocèse d'Alto Solimões (pt)
  - Diocèse de Borba (pt)
  - Diocèse de Coari
  - Diocèse de Parintins
  - Diocèse de Roraima (pt)
  - Diocèse de São Gabriel da Cachoeira
  - Prélature territoriale de Borba
  - Prélature territoriale d'Itacoatiara
  - Prélature territoriale de Tefé
- Archidiocèse de Mariana
  - Diocèse de Caratinga (pt)
  - Diocèse de Governador Valadares (pt)
  - Diocèse d'Itabira-Fabriciano (pt)
- Archidiocèse de Maringá
  - Diocèse de Campo Mourão (pt)
  - Diocèse de Paranavaí
  - Diocèse d'Umuarama
- Archidiocèse de Montes Claros
  - Diocèse de Janaúba
  - Diocèse de Januária
  - Diocèse de Paracatu
- Archidiocèse de Natal
  - Diocèse de Caicó (pt)
  - Diocèse de Mossoró
- Archidiocèse de Niterói
  - Diocèse de Campos (pt)
  - Diocèse de Nueva Friburgo
  - Diocèse de Petrópolis
- Archidiocèse d'Olinda et Recife
  - Diocèse d'Afogados da Ingazeira (pt)
  - Diocèse de Caruaru (pt)
  - Diocèse de Floresta (pt)
  - Diocèse de Garanhuns (pt)
  - Diocèse de Nazaré (pt)
  - Diocèse de Palmares (pt)
  - Diocèse de Pesqueira (pt)
  - Diocèse de Petrolina (pt)
  - Diocèse de Salgueiro (pt)
- Archidiocèse de Palmas
  - Diocèse d'Araguaína (pt)
  - Diocèse de Cristalândia
  - Diocèse de Miracema do Tocantins
  - Diocèse de Porto Nacional
  - Diocèse de Tocantinópolis
- Archidiocèse de la Paraíba
  - Diocèse de Cajazeiras (pt)
  - Diocèse de Campina Grande
  - Diocèse de Guarabira
  - Diocèse de Patos
- Archidiocèse de Passo Fundo
  - Diocèse d'Erechim
  - Diocèse de Frederico Westphalen
  - Diocèse de Vacaria
- Archidiocèse de Pelotas
  - Diocèse de Bagé
  - Diocèse de Río Grande
- Archidiocèse de Porto Alegre
  - Diocèse de Caxias do Sul (pt)
  - Diocèse de Montenegro (pt)
  - Diocèse de Novo Hamburgo (pt)
  - Diocese d'Osório (pt)
- Archidiocèse de Porto Velho
  - Diocèse de Cruzeiro do Sul
  - Diocèse de Guajará-Mirim (pt)
  - Diocèse de Humaitá
  - Diocèse de Ji-Paraná
  - Diocèse de Rio Branco
  - Prélature territoriale de Lábrea
- Archidiocèse de Pouso Alegre
  - Diocèse de Campanhã
  - Diocèse de Guaxupé
- Archidiocèse de Ribeirão Preto
  - Diocèse de Franca
  - Diocèse de Jaboticabal
  - Diocèse de São João da Boa Vista
- Archidiocèse de São José do Rio Preto
  - Diocèse de Barretos
  - Diocèse de Catanduva
  - Diocèse de Jales
  - Diocèse de Votuporanga
- Archidiocèse de São Luís do Maranhão
  - Diocèse de Bacabal (pt)
  - Diocèse de Balsas (pt)
  - Diocèse de Brejo (pt)
  - Diocèse de Carolina (pt)
  - Diocèse de Caxias do Maranhão (pt)
  - Diocèse de Coroatá (pt)
  - Diocèse de Grajaú (pt)
  - Diocèse d'Imperatriz (pt)
  - Diocèse de Pinheiro (pt)
  - Diocèse de Viana (pt)
  - Diocèse de Zé Doca (pt)
- Archidiocèse de São Salvador da Bahia
  - Diocèse d'Alagoinhas (pt)
  - Diocèse d'Amargosa (pt)
  - Diocèse de Camaçari (pt)
  - Diocèse de Cruz das Almas (pt)
  - Diocèse d'Eunápolis (pt)
  - Diocèse d'Ilhéus (pt)
  - Diocèse d'Itabuna (pt)
  - Diocèse de Teixeira de Freitas-Caravelas (pt)
- Archidiocèse de São Sebastião do Rio de Janeiro
  - Diocèse de Barra do Piraí - Volta Redonda
  - Diocèse de Duque do Caxias
  - Diocèse d'Itaguaí (pt)
  - Diocèse de Nova Iguaçu
  - Diocèse de Valença
- Archidiocèse de Santa María
  - Diocèse de Cachoeira do Sul
  - Diocèse de Cruz Alta
  - Diocèse de Santa Cruz do Sul
  - Diocèse de Santo Ângelo
  - Diocèse d'Uruguayana
- Archidiocèse de Santarém
  - Diocèse de Óbidos
  - Diocèse de Xingu-Altamira
  - Prélature territoriale d'Itaituba
  - Prélature territoriale de Alto Xingu-Tucumã
- Archidiocèse de São Paulo
  - Diocèse de Campo Limpo (pt)
  - Diocèse de Guarulhos (pt)
  - Diocèse de Mogi das Cruzes (pt)
  - Diocèse d'Osasco (pt)
  - Diocèse de Santo Amaro (pt)
  - Diocèse de Santo André (pt)
  - Diocèse de Santos (pt)
  - Diocèse de São Miguel Paulista (pt)
  - Éparchie Notre-Dame du Liban de São Paulo des Maronites
  - Éparchie Notre-Dame du Paradis de São Paulo des Melkites
- Archidiocèse de Sorocaba
  - Diocèse d'Itapetininga (pt)
  - Diocèse d'Itapeva (pt)
  - Diocèse de Jundiaí (pt)
  - Diocèse de Registro
- Archidiocèse de Teresina
  - Diocèse de Bom Jesus do Gurgueia (pt)
  - Diocèse de Campo Maior (pt)
  - Diocèse de Floriano (pt)
  - Diocèse d'Oeiras (pt)
  - Diocèse de Parnaíba (pt)
  - Diocèse de Picos (pt)
  - Diocèse de São Raimundo Nonato (pt)
- Archidiocèse d'Uberaba
  - Diocèse d'Ituiutaba (pt)
  - Diocèse de Patos de Minas
  - Diocèse d'Uberlândia (pt)
- Archidiocèse de Vitória da Conquista
  - Diocèse de Bom Jesus da Lapa (pt)
  - Diocèse de Caetité (pt)
  - Diocèse de Jequié
  - Diocèse de Livramento de Nossa Senhora
- Archidiocèse de Vitória del Espíritu Santo
  - Diocèse de Cachoeiro de Itapemirim (pt)
  - Diocèse de Colatina (pt)
  - Diocèse de São Mateus (pt)
- Ordinariat militaire du Brésil
- Administration apostolique personnelle Saint-Jean-Marie-Vianney
- Ordinariat pour les fidèles des rites orientaux du Brésil
- Archéparchie de Saint Jean-Baptiste de Curitiba des Ukrainiens
  - Éparchie de l'Immaculée Conception de Prudentópolis des Ukrainiens

### Chili
- Archidiocèse d'Antofagasta
  - Diocèse de San Marcos d'Arica
  - Diocèse d'Iquique
  - Diocèse de San Juan Bautista de Calama
- Archidiocèse de La Serena
  - Diocèse de Copiapó
  - Prélature territoriale d'Illapel
- Archidiocèse de Santiago du Chili
  - Diocèse de San Felipe
  - Diocèse de Valparaiso
  - Diocèse de San Bernardo
  - Diocèse de Melipilla
  - Diocèse de Rancagua
  - Diocèse de Talca
  - Diocèse de Linares
- Archidiocèse de Concepción
  - Diocèse de San Bartolomé de Chillán
  - Diocèse de Santa María de Los Ángeles
  - Diocèse de Temuco
  - Diocèse de Villarrica
  - Diocèse de Valdivia
- Archidiocèse de Puerto Montt
  - Diocèse d'Osorno
  - Diocèse de Punta Arenas
  - Diocèse de San Carlos de Ancud

 Juridiction sous exemption
- Vicariat apostolique d'Aysén
- Ordinariat militaire du Chili

### Costa Rica
- Archidiocèse de San José de Costa Rica
  - Diocèse d'Alajuela
  - Diocèse de Cartago
  - Diocèse de Ciudad Quesada
  - Diocèse de Limón
  - Diocèse de Puntarenas
  - Diocèse de San Isidro de El General
  - Diocèse de Tilarán-Liberia

### Cuba
- Archidiocèse de Camagüey
  - Diocèse de Ciego de Ávila
  - Diocèse de Cienfuegos
  - Diocèse de Santa Clara
- Archidiocèse de San Cristóbal de La Havane
  - Diocèse de Matanzas
  - Diocèse de Pinar del Río
- Archidiocèse de Santiago de Cuba
  - Diocèse de Guantánamo-Baracoa
  - Diocèse d'Holguín
  - Diocèse de Santísimo Salvador de Bayamo y Manzanillo

### Équateur
- Archidiocèse de Cuenca
  - Diocèse d'Azogues
  - Diocèse de Loja
  - Diocèse de Machala
- Archidiocèse de Guayaquil
  - Diocèse de Babahoyo
  - Diocèse de Daule
  - Diocèse de San Jacinto
  - Diocèse de Santa Elena
- Archidiocèse de Portoviejo
  - Diocèse de Santo Domingo en Équateur
- Archidiocèse de Quito
  - Diocèse d'Ambato
  - Diocèse de Guaranda
  - Diocèse d'Ibarra
  - Diocèse de Latacunga
  - Diocèse de Riobamba
  - Diocèse de Tulcán

 Juridictions sous exemption
- Ordinariat militaire d'Équateur
- Vicariat apostolique d'Aguarico
- Vicariat apostolique d'Esmeraldas
- Vicariat apostolique des Galápagos
- Vicariat apostolique de Méndez
- Vicariat apostolique de Napo
- Vicariat apostolique de Puyo
- Vicariat apostolique de San Miguel de Sucumbíos
- Vicariat apostolique de Zamora

### France
- Archidiocèse de Saint-Pierre et Fort-de-France
  - Diocèse de Cayenne
  - Diocèse de Basse-Terre et Pointe-à-Pitre

### Guatemala
- Archidiocèse de Santiago de Guatemala
  - Diocèse d'Escuintla
  - Diocèse de Jalapa
  - Diocèse de Saint-François-d'Assise de Jutiapa
  - Diocèse de Santa Rosa de Lima
  - Diocèse de Verapaz
  - Diocèse de Zacapa et Santo Cristo de Esquipulas
- Archidiocèse de Los Altos, Quetzaltenango-Totonicapán
  - Diocèse de Huehuetenango
  - Diocèse de Quiché
  - Diocèse de San Marcos
  - Diocèse de Sololá-Chimaltenango
  - Diocèse de Suchitepéquez-Retalhuleu

 Juridictions sous exemption
- Vicariat apostolique d'El Petén
- Vicariat apostolique d'Izabal

### Haïti
- Archidiocèse de Port-au-Prince
  - Diocèse d'Anse-à-Veau et Miragoâne
  - Diocèse de Jacmel
  - Diocèse de Jérémie
  - Diocèse des Cayes
- Archidiocèse de Cap-Haïtien
  - Diocèse de Fort-Liberté
  - Diocèse de Hinche
  - Diocèse des Gonaïves
  - Diocèse de Port-de-Paix

### Honduras
- Archidiocèse de Tegucigalpa
  - Diocèse de Choluteca
  - Diocèse de Comayagua
  - Diocèse de Danlí
  - Diocèse de Juticalpa
- Archidiocèse de San Pedro Sula
  - Diocèse de Gracias
  - Diocèse de La Ceiba
  - Diocèse de Santa Rosa de Copán
  - Diocèse de Trujillo
  - Diocèse de Yoro

### Îles Malouines
- Préfecture apostolique des îles Malouines

### Jamaïque, Belize et Îles Caïmans
- Archidiocèse de Kingston en Jamaïque
  - Diocèse de Mandeville
  - Diocèse de Montego Bay
  - Diocèse de Belize City-Belmopan
  - Mission sui juris des îles Caïmans

### Mexique
- Archidiocèse d'Acapulco
  - Diocèse de Chilpancingo-Chilapa
  - Diocèse de Ciudad Altamirano
  - Diocèse de Tlapa
- Archidiocèse d'Antequera
  - Diocèse de Puerto Escondido
  - Diocèse de Tehuantepec
  - Diocèse de Tuxtepec
  - Prélature territoriale de Huautla
  - Prélature territoriale de Mixes
- Archidiocèse de Chihuahua
  - Diocèse de Ciudad Juárez
  - Diocèse de Cuauhtémoc-Madera
  - Diocèse de Nuevo Casas Grandes
  - Diocèse de Parral
  - Diocèse de Tarahumara
- Archidiocèse de Durango
  - Diocèse de Gómez Palacio
  - Diocèse de Mazatlán
  - Diocèse de Torreón
  - Prélature territoriale d'El Salto
- Archidiocèse de Guadalajara
  - Diocèse d'Aguascalientes
  - Diocèse d'Autlán
  - Diocèse de Ciudad Guzmán
  - Diocèse de Colima
  - Diocèse de San Juan de los Lagos
  - Diocèse de Tepic
  - Prélature territoriale de Jesús María
- Archidiocèse de Hermosillo
  - Diocèse de Ciudad Obregón
  - Diocèse de Culiacán
  - Diocèse de Nogales
- Archidiocèse de León
  - Diocèse de Celaya
  - Diocèse d'Irapuato
  - Diocèse de Querétaro
- Archidiocèse de Mexico
  - Azcapotzalco
  - Iztapalapa
  - Xochimilco
- Archidiocèse de Monterrey
  - Diocèse de Ciudad Victoria
  - Diocèse de Linares
  - Diocèse de Matamoros
  - Diocèse de Nuevo Laredo
  - Diocèse de Piedras Negras
  - Diocèse de Saltillo
  - Diocèse de Tampico
- Archidiocèse de Morelia
  - Diocèse d'Apatzingán
  - Diocèse de Ciudad Lázaro Cárdenas
  - Diocèse de Tacámbaro
  - Diocèse de Zamora
- Archidiocèse de Puebla de los Ángeles
  - Diocèse de Huajuapan de León
  - Diocèse de Tehuacán
  - Diocèse de Tlaxcala
- Archidiocèse de San Luis Potosí
  - Diocèse de Ciudad Valles
  - Diocèse de Matehuala
  - Diocèse de Zacatecas
- Archidiocèse de Tijuana
  - Diocèse d'Ensenada
  - Diocèse de La Paz de Basse-Californie du Sud
  - Diocèse de Mexicali
- Archidiocèse de Tlalnepantla
  - Diocèse de Cuautitlán
  - Diocèse d'Izcalli
  - Diocèse d'Ecatepec
  - Diocèse de Nezahualcóyotl
  - Diocèse de Teotihuacán
  - Diocèse de Texcoco
  - Diocèse de Valle de Chalco
- Archidiocèse de Toluca
  - Diocèse d'Atlacomulco
  - Diocèse de Cuernavaca
  - Diocèse de Tenancingo
- Archidiocèse de Tulancingo
  - Diocèse de Huejutla
  - Diocèse de Tula
- Archidiocèse de Tuxtla Gutiérrez
  - Diocèse de San Cristóbal de Las Casas
  - Diocèse de Tapachula
- Archidiocèse de Xalapa
  - Diocèse de Coatzacoalcos
  - Diocèse de Córdoba
  - Diocèse d'Orizaba
  - Diocèse de Papantla
  - Diocèse de San Andrés Tuxtla
  - Diocèse de Tuxpan
  - Diocèse de Veracruz
- Archidiocèse du Yucatán
  - Diocèse de Campeche
  - Diocèse de Tabasco
  - Diocèse de Cancún-Chetumal

 Juridictions sous exemption
- Éparchie Notre-Dame des Martyrs du Liban de Mexico
- Éparchie Notre-Dame du Paradis de Mexico des Melkites

### Nicaragua
- Archidiocèse de Managua
  - Diocèse d'Estelí
  - Diocèse de Granada
  - Diocèse de Jinotega
  - Diocèse de Juigalpa
  - Diocèse de León en Nicaragua
  - Diocèse de Matagalpa
  - Diocèse de Bluefields
  - Diocèse de Siuna

### Panama
- Archidiocèse de Panama
  - Diocèse de Chitré
  - Diocèse de Colón-Kuna Yala
  - Diocèse de David
  - Diocèse de Penonomé
  - Diocèse de Santiago de Veraguas
  - Prélature territoriale de Bocas del Toro

Juridiction sous exemption
- Vicariat apostolique de Darién

### Paraguay
- Archidiocèse d'Asunción
  - Diocèse de Benjamín Aceval
  - Diocèse de Caacupé
  - Diocèse de Carapeguá
  - Diocèse de Ciudad del Este
  - Diocèse de Concepción
  - Diocèse de Coronel Oviedo
  - Diocèse d'Encarnación
  - Diocèse de San Juan Bautista de las Misiones
  - Diocèse de San Lorenzo
  - Diocèse de San Pedro
  - Diocèse de Villarrica del Espíritu Santo

Juridictions sous exemption
- Ordinariat militaire du Paraguay
- Vicariat apostolique de Chaco Paraguayo
- Vicariat apostolique de Pilcomayo

### Pérou
- Archidiocèse d'Arequipa
  - Diocèse de Puno
  - Diocèse de Tacna et Moquegua
  - Prélature territoriale d'Ayaviri
  - Prélature territoriale de Chuquibamba
  - Prélature territoriale de Juli
  - Prélature territoriale de Santiago Apóstol de Huancané
- Archidiocèse d'Ayacucho
  - Diocèse de Huancavélica
  - Prélature territoriale de Caravelí
- Archidiocèse de Cuzco
  - Diocèse d'Abancay
  - Prélature territoriale de Chuquibambilla
  - Diocèse de Sicuani
- Archidiocèse de Huancayo
  - Diocèse de Huánuco
  - Diocèse de Tarma
- Archidiocèse de Lima
  - Diocèse de Callao
  - Diocèse de Carabayllo
  - Diocèse de Chosica
  - Diocèse de Huacho
  - Diocèse d'Ica
  - Diocèse de Lurín
  - Prélature territoriale de Yauyos
- Archidiocèse de Piura
  - Diocèse de Chachapoyas
  - Diocèse de Chiclayo
  - Prélature territoriale de Chota
  - Diocèse de Chulucanas
- Archidiocèse de Trujillo
  - Diocèse de Cajamarca
  - Diocèse de Chimbote
  - Diocèse de Huaraz
  - Prélature territoriale de Huamachuco
  - Diocèse de Huarí
  - Prélature territoriale de Moyobamba

Juridictions sous exemption
- Ordinariat militaire du Pérou
- Vicariat apostolique d'Iquitos
- Vicariat apostolique de Jaén au Pérou ou San Francisco Javier
- Vicariat apostolique de Pucallpa
- Vicariat apostolique de Puerto Maldonado
- Vicariat apostolique de Requena
- Vicariat apostolique de San José de Amazonas
- Vicariat apostolique de San Ramón
- Vicariat apostolique de Yurimaguas

### Porto Rico (États-Unis)
- Archidiocèse de San Juan de Puerto Rico
  - Diocèse d'Arecibo
  - Diocèse de Caguas
  - Diocèse de Fajardo-Humacao
  - Diocèse de Mayagüez
  - Diocèse de Ponce

### République dominicaine
- Archidiocèse de Saint-Domingue
  - Diocèse de Baní
  - Diocèse de Barahona
  - Diocèse de Nuestra Señora de la Altagracia en Higüey
  - Diocèse de San Juan de la Maguana
  - Diocèse de San Pedro de Macorís
- Archidiocèse de Santiago de los Caballeros
  - Diocèse de La Vega
  - Diocèse de Mao-Monte Cristi
  - Diocèse de Puerto Plata
  - Diocèse de San Francisco de Macorís

Juridiction sous exemption
- Ordinariat militaire de la République dominicaine

### Sainte-Lucie, Dominique, Grenade et Caraïbe orientale
- Archidiocèse de Castries
  - Diocèse de Kingstown (Saint-Vincent-et-les-Grenadines)
  - Diocèse de Roseau
  - Diocèse de Saint-Georges en Grenade
  - Diocèse de Saint John's-Basseterre

### Salvador
- Archidiocèse de San Salvador
  - Diocèse de Chalatenango
  - Diocèse de San Miguel
  - Diocèse de San Vicente
  - Diocèse de Santa Ana
  - Diocèse de Santiago de María
  - Diocèse de Sonsonate
  - Diocèse de Zacatecoluca

Juridiction sous exemption
- Ordinariat militaire du Salvador

### Trinité-et-Tobago, Barbade, Guyana, SVG, Suriname et Antilles néerlandaises
- Archidiocèse de Port-d'Espagne (Trinité-et-Tobago)
  - Diocèse de Bridgetown (Barbade)
  - Diocèse de Georgetown (Guyana)
  - Diocèse de Paramaribo (Suriname)
  - Diocèse de Willemstad (Aruba, Curaçao, Sint Maarten, Bonaire, Saint-Eustache et Saba)

### Uruguay
- Archidiocèse de Montevideo
  - Diocèse de Canelones
  - Diocèse de Florida
  - Diocèse de Maldonado-Punta del Este-Minas
  - Diocèse de Melo
  - Diocèse de Mercedes
  - Diocèse de Salto
  - Diocèse de San José de Mayo
  - Diocèse de Tacuarembó

### Sources
- (en) The Catholic Church in North America sur gcatholic.org
- (en) The Catholic Church in Central America sur gcatholic.org
- (en) The Catholic Church in South America sur gcatholic.org
- (en) Structured View of Dioceses in North America sur catholic-hierarchy.org
- (en) Structured View of Dioceses in Central America sur catholic-hierarchy.org
- (en) Structured View of Dioceses in South America sur catholic-hierarchy.org